# Частини тіла (телесеріал)
Частини тіла (англ. Nip/Tuck) — телевізійний серіал, створений Раяном Мерфі. Відзнято 6 сезонів серіалу (100 епізодів вийшло у 2003–2010 рр.). В Україні демонструвався телеканалом «1+1».

## Сюжет
Серіал розповідає про двох пластичних хірургів — Шона Макнамару і Крістіана Троя. Вони друзі й співвласники приватної клініки «Макнамара-Трой». У Шона є дружина, дві дитини, а Крістіан — невгамовний ловелас. Шон Макнамара (Ділан Волш) намагається перебороти сімейні проблеми, не допустити розриву шлюбу. Крістіан Трой (Джуліан Мак-Магон) проводить тіньові комерційні операції, що часто призводить до проблем у клініці. Шон же ставиться до своєї роботи серйозно і часто йому доводиться усувати помилки Крістіана.

## Список епізодів
| Сезони | Епізоди | Епізоди | Прем'єрний показ | Прем'єрний показ |
| Сезони | Епізоди | Епізоди | початок          | закінчення       |
| ------ | ------- | ------- | ---------------- | ---------------- |
| 1      | 13      | 13      | 22 липня 2003    | 21 жовтня 2003   |
| 2      | 16      | 16      | 22 червня 2004   | 5 жовтня 2004    |
| 3      | 15      | 15      | 20 вересня 2005  | 20 грудня 2005   |
| 4      | 15      | 15      | 5 вересня 2006   | 12 грудня 2006   |
| 5      | 22      | 14      | 10 жовтня 2007   | 19 лютого 2008   |
| 5      | 22      | 8       | 6 січня 2009     | 3 березня 2009   |
| 6      | 19      | 19      | 14 жовтня 2009   | 3 березня 2010   |

## У ролях
- Ділан Волш — Шон Макнамара
- Джуліан Мак-Магон — Крістіан Трой
- Джон Генслі — Метт Макнамара
- Джоелі Річардсон — Джулія Макнамара
- Рома Маффія — Ліз Круз
- Келлі Карлсон — Кімбер Генрі
- Валері Круз — Грейс Сантьяго
- Джесалін Ґілсіґ — Джина Руссо
- Анна-Лінн Маккорд — Іден Лорд

У серіалі з'являлися знамениті актори. Серед камео — Дженніфер Кулідж, Бренда Ваккаро, Джонатан Сіммонс, Аланіс Моріссетт, Мо'Нік, Роуз Мак-Гавен, Шерон Глесс, Мелані Гріффіт, Алек Болдвін, Ларі Гегмен, Сара Полсон, Джоан Ріверз, Бредлі Купер, Софія Буш, Санаа Латан, Пітер Дінклідж, Брук Шилдс, Жаклін Біссет тощо.

## Нагороди
- 2004 — премія «Еммі» за найкращий грим для серіалу
- 2005 — «Золотий глобус» як найкращий телевізійний серіал (драма)